# Ambly-sur-Meuse
Pour les articles homonymes, voir Ambly (homonymie) et Meuse.
Ambly-sur-Meuse est une commune française située dans le département de la Meuse, en région Grand Est.

## Géographie
| Ranzières       | Ranzières       | Rupt-en-Woëvre |
| Ranzières       | Ambly-sur-Meuse | Troyon         |
| Tilly-sur-Meuse | Tilly-sur-Meuse | Troyon         |

### Hydrographie
La commune est dans le bassin versant de la Meuse au sein du bassin Rhin-Meuse. Elle est drainée par le canal de l'Est Branche-Nord, la Meuse, le ruisseau de Rupt, le Clair Fosse et le ruisseau de Fontenoy,.
Le canal de l'Est Branche-Nord, d'une longueur de 141 km, est un chenal et un cours d'eau naturel navigable qui relie Givet à Troussey, où il rejoint le canal de la Marne au Rhin.
La Meuse, d'une longueur de 486 km, est un fleuve européen qui prend sa source en France, dans la commune du Châtelet-sur-Meuse, à 409 mètres d'altitude, et se jette dans la mer du Nord après un cours long d'approximativement 950 kilomètres traversant la France, la Belgique et les Pays-Bas.
Le ruisseau de Rupt, d'une longueur de 12 km, prend sa source dans la commune de Mouilly et se jette  dans la Meuse à Troyon, après avoir traversé cinq communes.

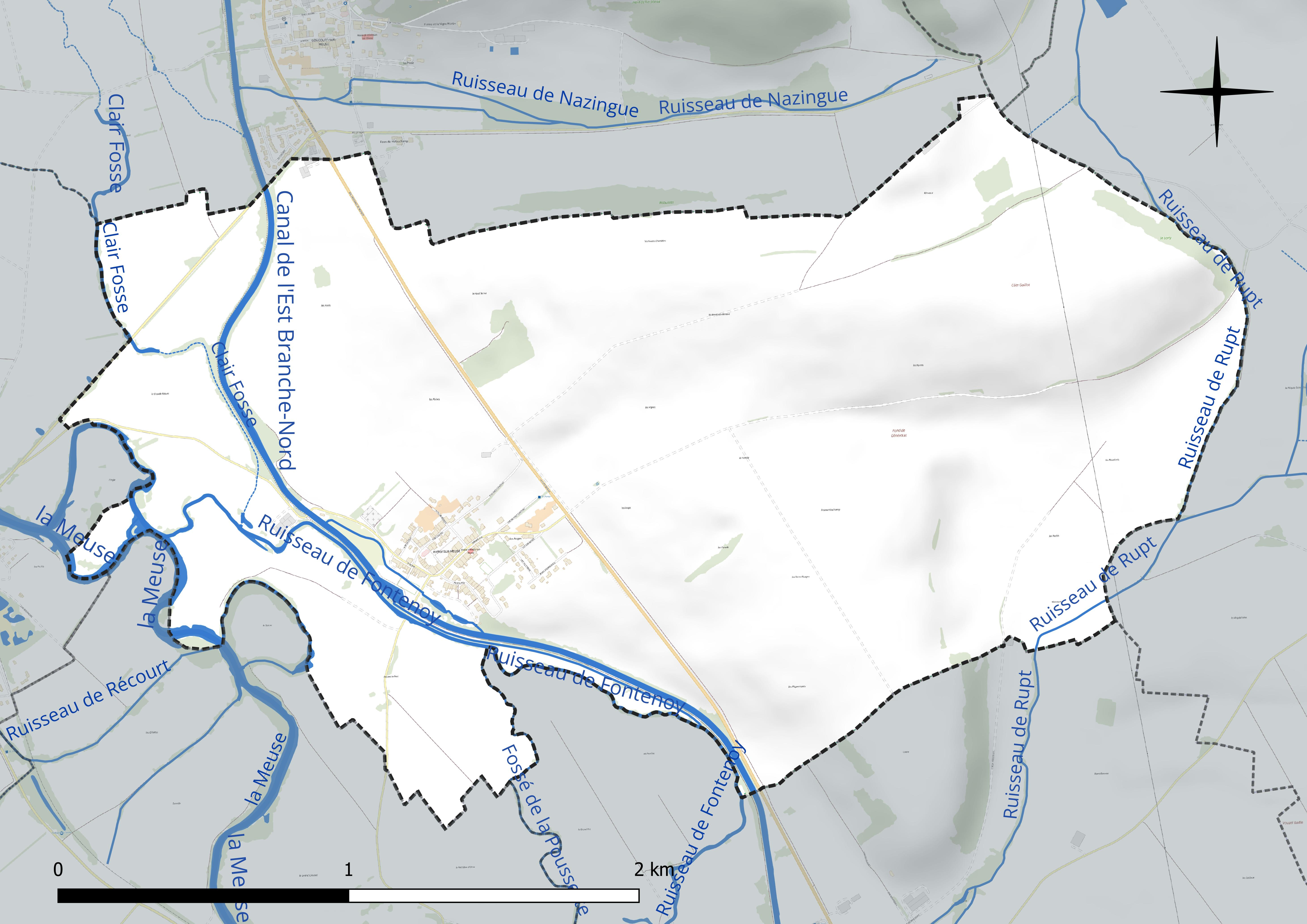
Réseau hydrographique d'Ambly-sur-Meuse.

### Climat
Pour des articles plus généraux, voir Climat du Grand Est et Climat de la Meuse.
En 2010, le climat de la commune est de type climat de montagne, selon une étude du Centre national de la recherche scientifique s'appuyant sur une série de données couvrant la période 1971-2000. En 2020, Météo-France publie une typologie des climats de la France métropolitaine dans laquelle la commune est exposée à un climat océanique altéré et est dans la région climatique Lorraine, plateau de Langres, Morvan, caractérisée par un hiver rude (1,5 °C), des vents modérés et des brouillards fréquents en automne et hiver.
Pour la période 1971-2000, la température annuelle moyenne est de 9,7 °C, avec une amplitude thermique annuelle de 15,9 °C. Le cumul annuel moyen de précipitations est de 984 mm, avec 13,7 jours de précipitations en janvier et 9,4 jours en juillet. Pour la période 1991-2020, la température moyenne annuelle observée sur la station météorologique de Météo-France la plus proche, « Bonzée_sapc », sur la commune de Bonzée à 14 km à vol d'oiseau, est de 10,6 °C et le cumul annuel moyen de précipitations est de 783,7 mm. 
La température maximale relevée sur cette station est de 40,6 °C, atteinte le 24 juillet 2019 ; la température minimale est de −17,3 °C, atteinte le 7 février 2012,,.
Les paramètres climatiques de la commune ont été estimés pour le milieu du siècle (2041-2070) selon différents scénarios d'émission de gaz à effet de serre à partir des nouvelles projections climatiques de référence DRIAS-2020. Ils sont consultables sur un site dédié publié par Météo-France en novembre 2022.

## Urbanisme

### Typologie
Au 1er janvier 2024, Ambly-sur-Meuse est catégorisée commune rurale à habitat dispersé, selon la nouvelle grille communale de densité à sept niveaux définie par l'Insee en 2022.
Elle est située hors unité urbaine. Par ailleurs la commune fait partie de l'aire d'attraction de Verdun, dont elle est une commune de la couronne,. Cette aire, qui regroupe 103 communes, est catégorisée dans les aires de moins de 50 000 habitants,.

### Occupation des sols
L'occupation des sols de la commune, telle qu'elle ressort de la base de données européenne d’occupation biophysique des sols Corine Land Cover (CLC), est marquée par l'importance des territoires agricoles (95 % en 2018), une proportion identique à celle de 1990 (95 %). La répartition détaillée en 2018 est la suivante : 
terres arables (74,6 %), prairies (20,4 %), zones urbanisées (5 %). L'évolution de l’occupation des sols de la commune et de ses infrastructures peut être observée sur les différentes représentations cartographiques du territoire : la carte de Cassini (XVIIIe siècle), la carte d'état-major (1820-1866) et les cartes ou photos aériennes de l'IGN pour la période actuelle (1950 à aujourd'hui).

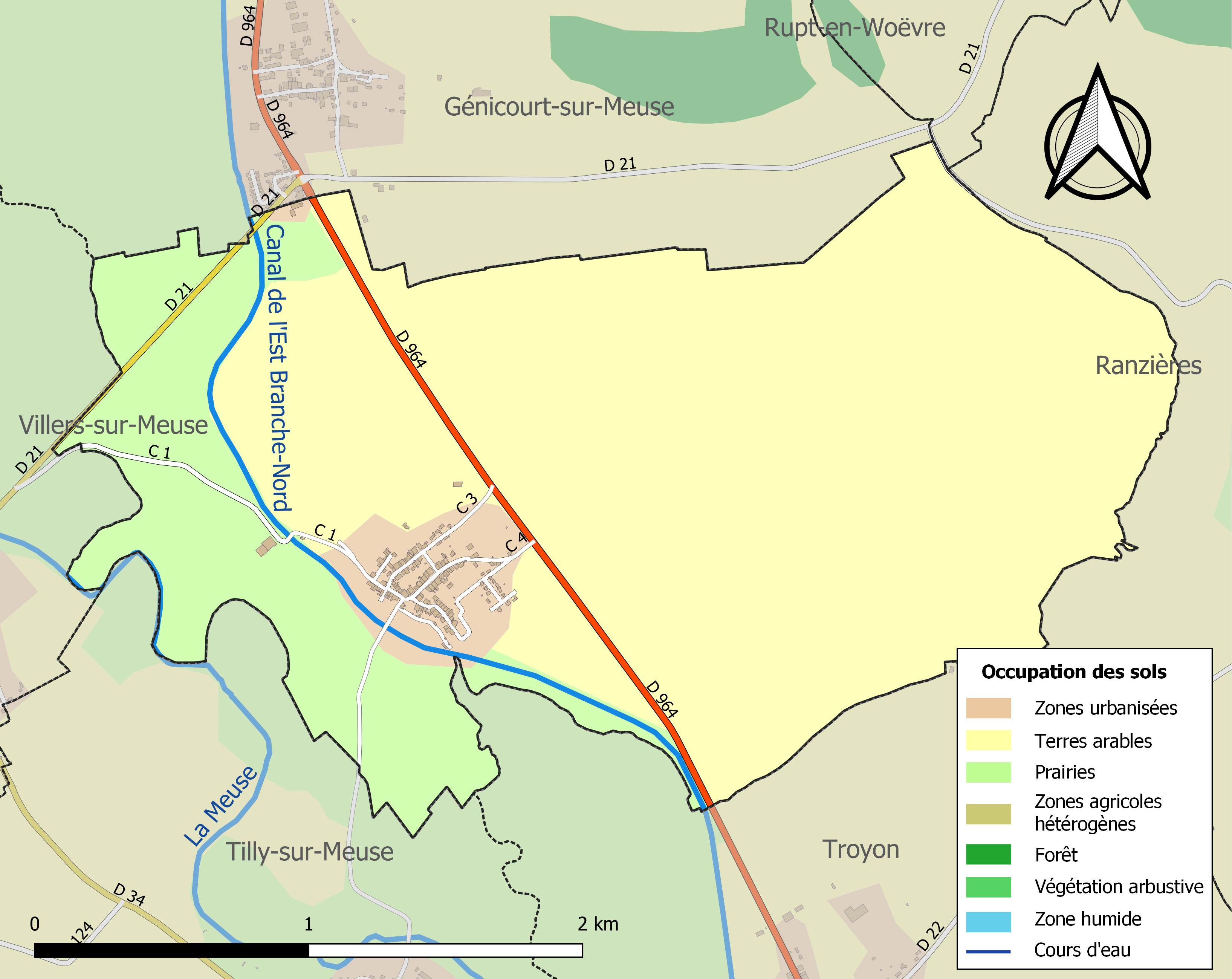
Carte des infrastructures et de l'occupation des sols de la commune en 2018 (CLC).

## Toponymie
Le nom de la localité est attesté sous les formes Apletium en 1049 dans une bulle de Léon IX, ancien évêque de Toul, Apletum en 1127 dans le cartulaire de la cathédrale de Toul, Amblivium au XIIe siècle.
Il s'agit d’une formation toponymique médiévale qui représente la fixation du nom commun d’oïl ambloy « grains , blé , céréales », transcrit  Apletium en latin médiéval. Ambloy semble être un déverbal de l'ancien verbe amblaer « ensemencer ». Albert Dauzat avait antérieurement qualifié ce nom d'« obscur », tout en émettant sans grande conviction deux hypothèses : l'une par le bas latin amalocia, amalusta « camomille », suivi du suffixe collectif -etum (qui a servi à dériver des noms de végétaux pour désigner un ensemble, suffixe encore vivant en français d'aujourd'hui sous la forme -aie : chênaie, hêtraie, etc.), l'autre par l'anthroponyme germanique Amalo, suivi d'un suffixe qu'il n'indique pas.
La Meuse est un fleuve européen qui prend sa source en France et se jette dans la mer du Nord après un cours traversant la France, la Belgique et les Pays-Bas.
À signaler qu'une petite ville slovène située à la frontière italienne actuellement nommée Bovec, Plezzo en italien, s'appelait Ampletium lors de la période romaine[réf. nécessaire].

## Histoire
Par arrêté préfectoral du 24.02.1922 , Ambly prend le nom d'Ambly-sur-Meuse.

## Politique et administration

### Liste des maires
| Période                                  | Période   | Identité                                     | Étiquette | Qualité |
| ---------------------------------------- | --------- | -------------------------------------------- | --------- | ------- |
| Les données manquantes sont à compléter. |           |                                              |           |         |
| mars 2001                                | mars 2008 | Pierre Renaudin                              |           |         |
| mars 2008                                | En cours  | Luigi Fornito Réélu pour le mandat 2020-2026 |           |         |

## Population et société

### Démographie
L'évolution du nombre d'habitants est connue à travers les recensements de la population effectués dans la commune depuis 1793. Pour les communes de moins de 10 000 habitants, une enquête de recensement portant sur toute la population est réalisée tous les cinq ans, les populations de référence des années intermédiaires étant quant à elles estimées par interpolation ou extrapolation. Pour la commune, le premier recensement exhaustif entrant dans le cadre du nouveau dispositif a été réalisé en 2004.

En 2022, la commune comptait 241 habitants, en évolution de −5,49 % par rapport à 2016 (Meuse : −4,4 %, France hors Mayotte : +2,11 %).
| 1793 | 1800 | 1806 | 1821 | 1831 | 1836 | 1841 | 1846 | 1851 |
| ---- | ---- | ---- | ---- | ---- | ---- | ---- | ---- | ---- |
| 336  | 380  | 375  | 383  | 422  | 441  | 422  | 418  | 460  |

| 1856 | 1861 | 1866 | 1872 | 1876 | 1881 | 1886 | 1891 | 1896 |
| ---- | ---- | ---- | ---- | ---- | ---- | ---- | ---- | ---- |
| 456  | 436  | 409  | 378  | 372  | 381  | 352  | 345  | 323  |

| 1901 | 1906 | 1911 | 1921 | 1926 | 1931 | 1936 | 1946 | 1954 |
| ---- | ---- | ---- | ---- | ---- | ---- | ---- | ---- | ---- |
| 307  | 266  | 255  | 237  | 284  | 263  | 240  | 234  | 244  |

| 1962 | 1968 | 1975 | 1982 | 1990 | 1999 | 2004 | 2006 | 2009 |
| ---- | ---- | ---- | ---- | ---- | ---- | ---- | ---- | ---- |
| 230  | 263  | 226  | 199  | 227  | 254  | 262  | 267  | 252  |

| 2014 | 2019 | 2022 | - | - | - | - | - | - |
| ---- | ---- | ---- | - | - | - | - | - | - |
| 252  | 241  | 241  | - | - | - | - | - | - |

## Culture locale et patrimoine

### Lieux et monuments

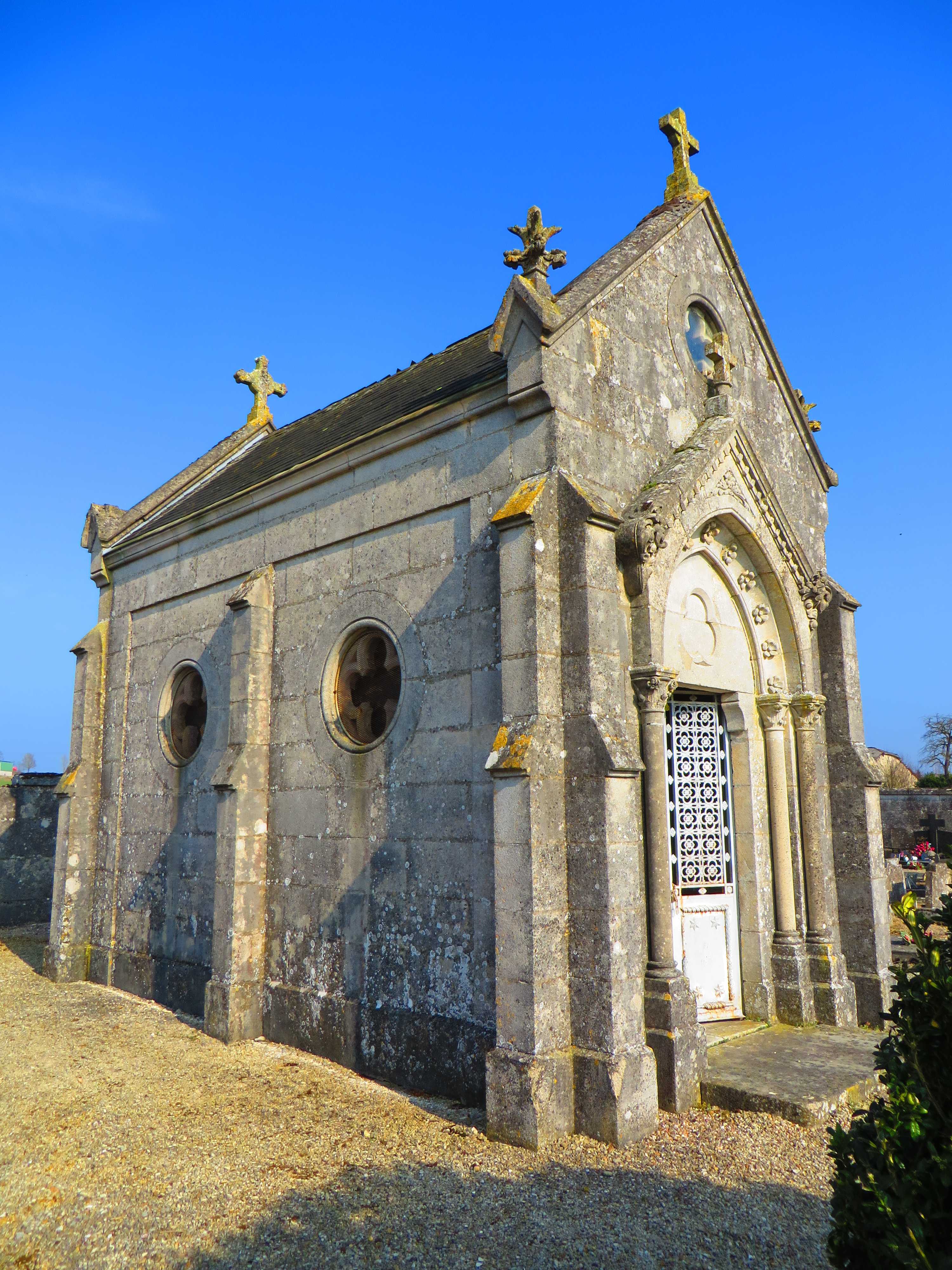
La chapelle du cimetière.

- L'église Saint-Martin, reconstruite en 1789[réf. nécessaire].
- La chapelle au cimetière.